# 弗朗茨·法农
易卜拉欣·弗朗茨·奥马尔·法农（法語：Ibrahim Frantz Omar Fanon；1925年7月20日—1961年12月6日），作家、散文家、心理分析学家、革命家，出生于法国殖民地馬提尼克的首府法蘭西堡。他是20世纪研究非殖民化和殖民主义的精神病理学較有影響的思想家之一，超过40年来，他的作品启发了不少反帝国主义解放运动。1961年12月6日，他因白血病在美国病逝。

## 概要

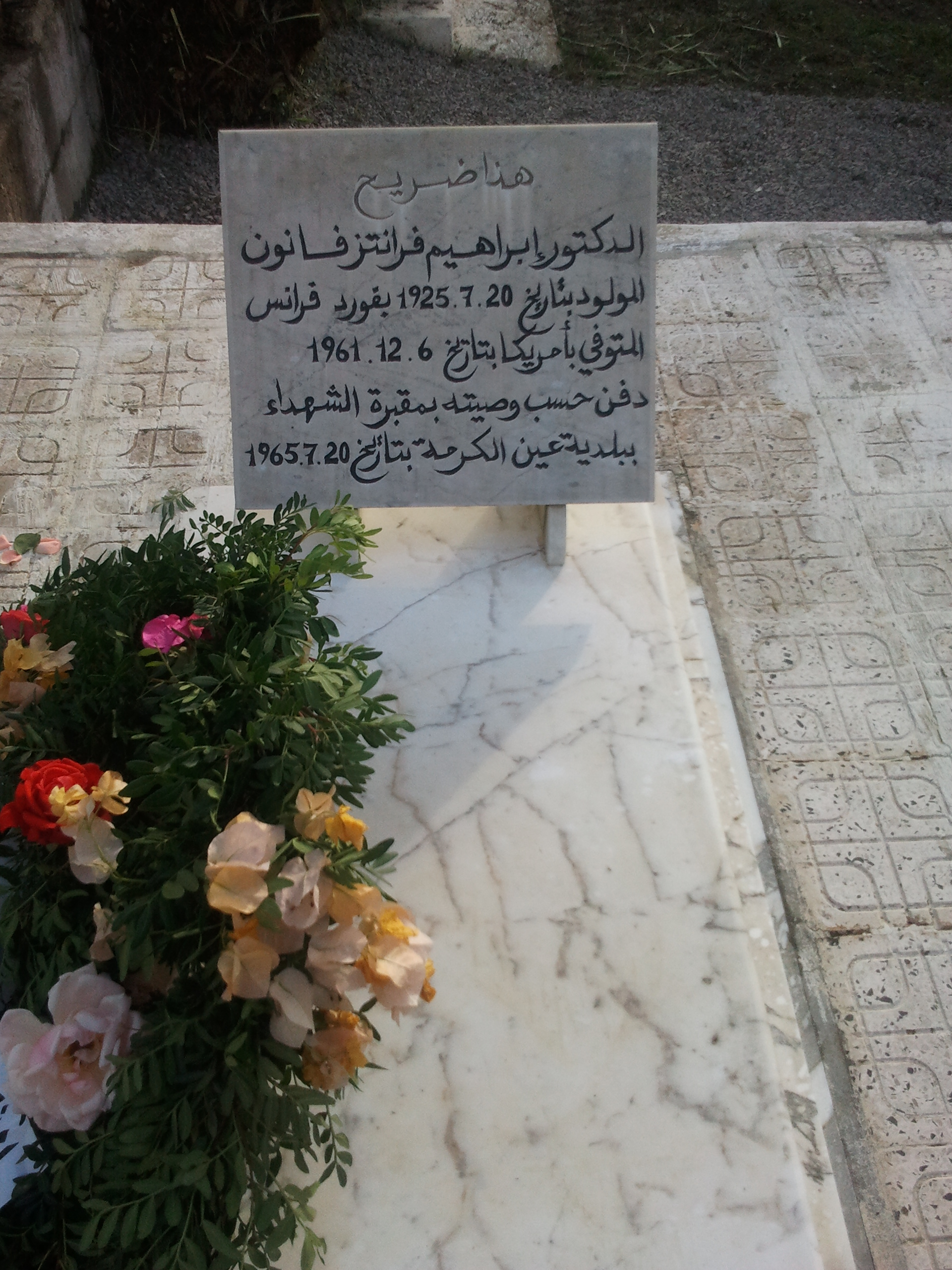
法農之墓，阿爾及利亞艾因凱爾邁

法農也是近代最重要的黑人文化批評家之一，以黑人的角度探索黑色非洲，並使得非洲研究真正受到西方學界重視。在法國完成醫學學位後，於法國及阿爾及利亞兩地行醫。在法期間，法農完成了《黑皮膚、白面具》，書中道盡身為黑人知識份子在法國的境遇。在阿爾及利亞則完成了《大地上的受苦者》，深度探討阿爾及利亞人被法國殖民的痛苦。

## 主要著作
- 《黑皮膚、白面具》，心靈工坊出版（Peau Noire, Masques Blancs, 1952）[8][9]
- 《阿尔及利亚革命的第五年》（L'An V de la Révolution Algérienne, 1959）
- 《大地上的受苦者》，心靈工坊出版）（Les Damnés de la Terre, 1961）[10][11][12]
  - 〈論暴力〉
  - 〈自发性的伟大和弱点〉
  - 〈国族意识之厄运〉
  - 〈论国族文化〉
  - 〈殖民戰爭與心理失調〉
- 《为了非洲革命》（Pour la Revolution Africaine, 1964）

## 延伸閱讀
- 《黑色吶喊：法農肖像》，心靈工坊出版（Frantz Fanon: Portrait, 2000）
- 富山一郎; 朱惠足. . 中外文學. 2002-12, 31 (7): 33-62  [2023-09-07]. doi:10.6637/CWLQ.2002. （原始内容存档于2023-09-07）.